# Wulffsches Netz

Wulffsches Netz mit 10° Abstand zwischen den Kreisen

Das wulffsche Netz ist ein Hilfsmittel beim Erstellen einer stereografischen Projektion. Es ist benannt nach dem russischen Kristallographen George V. Wulff (1863–1925).

## Eigenschaften

Erzeugung eines wulffschen Netzes (Kreisbögen innerhalb des roten Kreises) mit einer stereografischen Projektion einer Kugel von einem Äquatorpunkt C aus auf die Ebene

Das wulffsche Netz ist eine stereografische Projektion der Großkreise und Kleinkreise einer Kugel von einem Äquatorpunkt aus auf eine Ebene durch Nord- und Südpol. Der Nordpol liegt hier also nicht im Mittelpunkt, sondern am obersten Punkt des Randkreises. Weil bei einer stereografischen Projektion Kreise auf der Kugel als Kreise in der Projektionsebene wiedergegeben werden, stellen alle Linien des wulffschen Netzes Kreise dar. Üblicherweise wird ein Intervall von 2° zwischen den Kreisen gewählt.

## Anwendung
In der Kristallographie wird das wulffsche Netz zur Beschreibung der Kristallmorphologie verwendet. Dazu wird ein Kristall mit gut ausgebildeten Kristallflächen in den Mittelpunkt einer großen Kugel gebracht und die Gittervektoren [uvw] werden auf die Oberfläche der Kugel abgebildet. Die Gittervektoren sind dabei die Normalen der Kristallflächen. Die Punkte, an denen die Flächennormalen auf die Kugeloberfläche treffen, werden Flächenpole genannt. Üblicherweise wird die [001]-Richtung (z-Achse) des Kristalls auf den Nordpol gelegt.
Eine stereografische Projektion mithilfe des winkeltreuen wulffschen Netzes ermöglicht, gemäß dem Gesetz der Winkelkonstanz für Kristallflächen, eine verzerrungsfreie Darstellung des Kristalls. 